# Kostel Nanebevstoupení Páně (Borotín)
Kostel Nanebevstoupení Páně v Borotíně je jednolodní gotický a částečně barokní kostel nacházející se v jihočeském městysi Borotín v okrese Tábor. Vystavěn byl ve 14. století. Od roku 1958 patří mezi kulturní památky.

## Historie

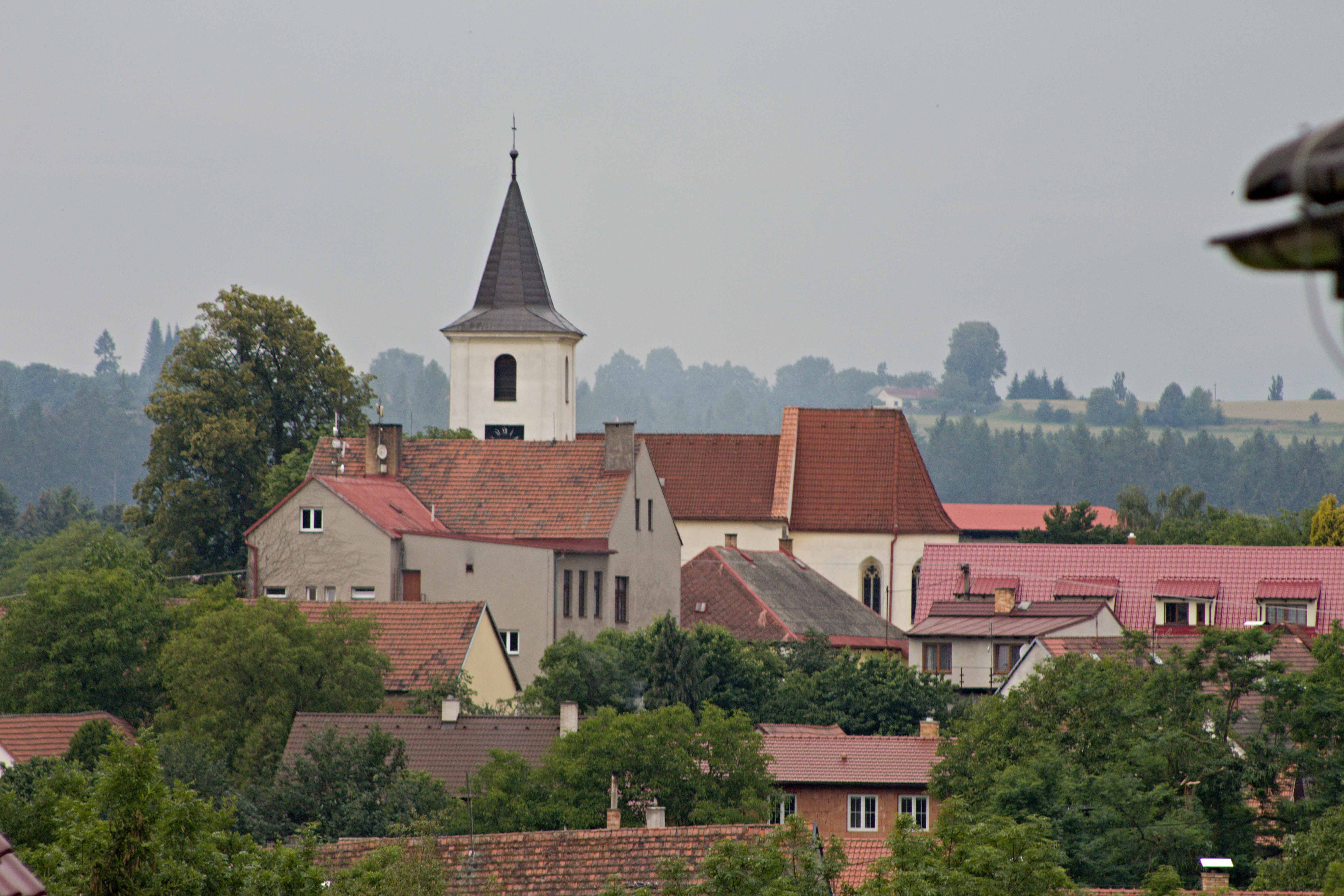
Věž kostela je dominantou viditelnou z daleka.

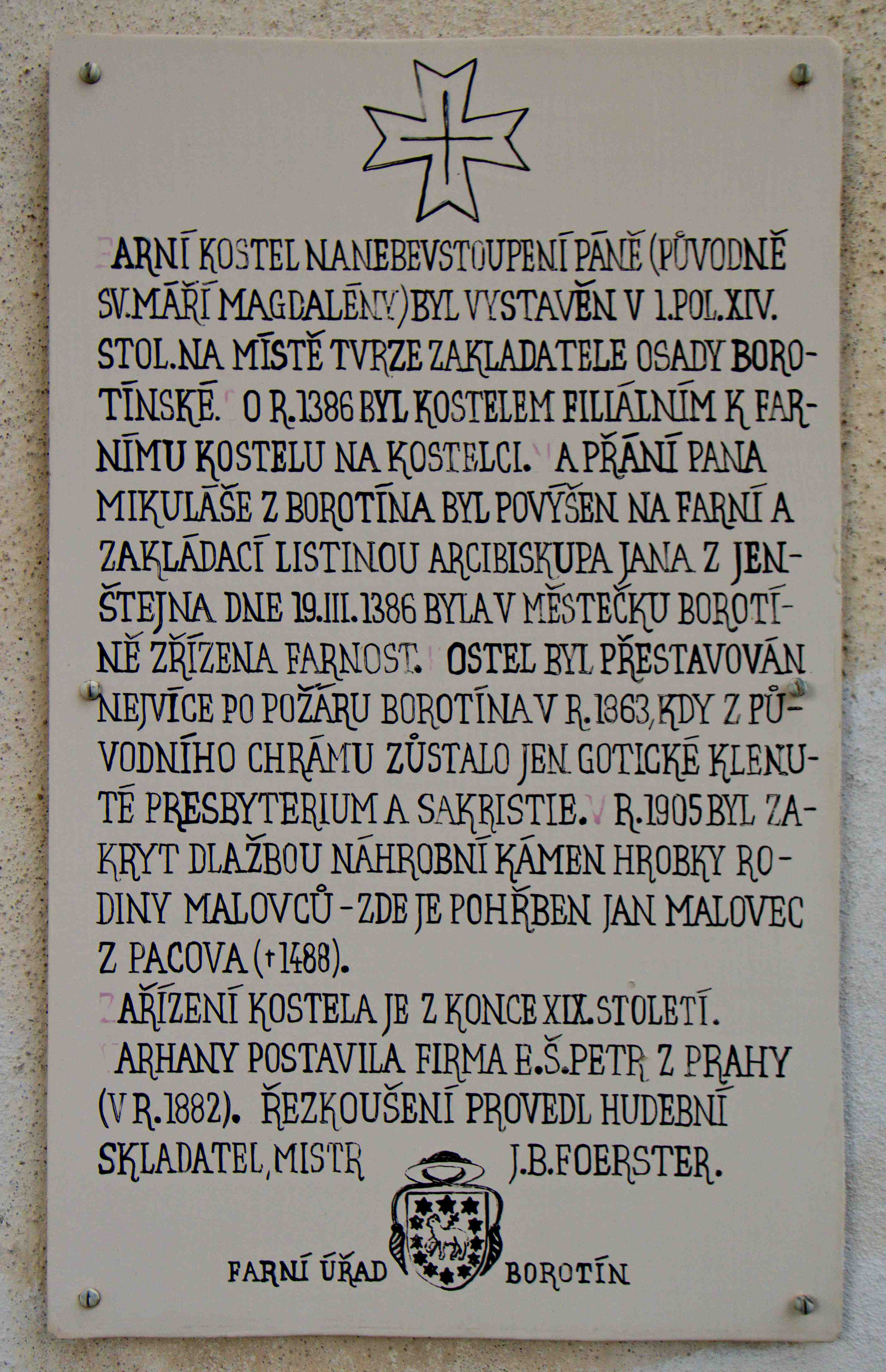
Informační deska s historií kostela

Kostel Nanebevstoupení Páně v Borotíně byl vystavěn ve 14. století pány z Borotína, pravděpodobně Vítkem z Borotína v roce 1356. Původně byl kostelem filiálním a spadal pod farní kostel Narození Panny Marie v Novém Kostelci. Kostel byl nejprve zasvěcen sv. Máří Magdaleně, ale později byl přesvěcen.
Na žádost majitele panství Mikuláše z Borotína byl roku 1386 byl od novokostelecké fary oddělen a povýšen na farní a listinou z 19. března 1386 pražský arcibiskup Jan z Jenštejna povolil zřízení farnosti.
Po bitvě na Bílé hoře připadl borotínský kostel kvůli nedostatku farářů pod jistebnickou faru. Až v roce 1724 byla borotínská farnost obnovena a přifařen k ní byl i filiální kostel v Novém Kostelci.
Zápisy matrik svědčí o tom, že se v kostele často pohřbívalo, včetně majitelů borotínského panství. Roku 1792 prošel kostel přestavbou. V roce 1863 utrpěl kostel velkým požárem, zůstal zde jen klenutý presbytář s hlavním oltářem a sakristie. Novostavbu kostelní lodi po požáru provedl Karel Bach.
V kostele se vícekrát měnily varhany a zvony. Roku 1882 zde byly instalovány varhany, které přezkušoval hudební skladatel Josef Bohuslav Foerster; jsou zde dodnes. Mezi lety 1900 a 1916 prošel kostel dalšími opravami. Od roku 1929 je v kostele elektrické osvětlení. V letech 1943 až 1944 proběhly další rozsáhlé opravy vnitřku kostela.

## Popis
Kolem kostela se nachází hřbitov s ohradní zdí a márnicí. Z původní stavby se zachoval gotický presbytář vystavěný na půdorysu z pěti stran pravidelného osmiúhelníku a z jedné strany obdélníkového klenebního pole, vysoký je 6,55 m. Klenba je opatřena žebry, která jsou zakončena kuželovitě, za oltářem jsou oblé patky. Presbytář má 3 okna s gotickými kružbami. Vítězný oblouk je klenutý do špice, vysoký 5,5 m. Do sakristie vede gotický vchod klenutý do špice a na hranách šikmo sříznutý, vysoký 1,85 m. V levé zdi se nachází gotický portál vysoký 2,45 m a široký 1,78 m, na hranách šikmo sříznutý a sklenutý do špice. Obrazy na oltáři maloval Bedřich Kamarýt. Gotická věž dostala barokní báň, která byla po požáru v roce 1863 nahrazena jehlanem.
V kostele jsou náhrobky rodu Malovců, je zde pohřben Jan Malovec z Pacova († 1488).